# Baciate chi vi pare
Baciate chi vi pare (Embrassez qui vous voudrez) è un film del 2002 di produzione internazionale diretto da Michel Blanc.
Il film si basa sul romanzo Summer Things scritto da Joseph Connolly.

## Premi
- Premi César
  - 2003: migliore attrice non protagonista (Karin Viard)
- Premi Lumière
  - 2003: migliore promessa maschile (Gaspard Ulliel)